# لي كان-هي
لي كان هي (بالكورية: 이칸희)‏ هي ممثلة كورية جنوبية، ولدت يوم 3 فبراير 1969 في مقاطعة غيونغسانغ الشمالية في كوريا الجنوبية.

## روابط خارجية
- لي كانهي على موقع IMDb (الإنجليزية)
- لي كانهي على موقع IMDb (الإنجليزية)
- لي كانهي على موقع IMDb (الإنجليزية)
- لي كانهي على موقع قاعدة بيانات الفيلم (الإنجليزية)
- لي كانهي على موقع كينوبويسك (الروسية)

لم يتم العثور على روابط لمواقع التواصل الاجتماعي.